# Phyllopodopsyllus laspalmensis
Phyllopodopsyllus laspalmensis is een eenoogkreeftjessoort uit de familie van de Tetragonicipitidae. De wetenschappelijke naam van de soort is voor het eerst geldig gepubliceerd in 1973 door Marinov.